# Placas de identificação de veículos na Europa
A identificação de veículos motorizados da União Europeia e da Europa se dá através de placas (também conhecido, em Portugal, por chapas de matrículas) traseiras e dianteiras a eles anexados. Para alguns tipos de veículos, como os motociclos, apenas uma placa é necessária, anexada sempre à sua traseira. As placas são compostas de caracteres alfanuméricos que identificam, na base de dados do país emissor, seu registro. Cada país possui seu padrão de combinação única.

## Formato

### União Europeia
O formato padrão de placas da União Europeia (UE) foi introduzido pelo Regulamento do Conselho (CE) N.º 2411/98 de 3 de novembro de 1998 e entrou em vigor em 11 de novembro de 1998. Ele foi baseado em um modelo de placa que já era utilizado por três estados-membros: Irlanda (1991), Portugal (1992) e Alemanha (1994). Luxemburgo também utilizava um padrão semelhante desde 1988, exibindo a Bandeira Europeia à esquerda.
- O desenho padrão possui à sua extrema esquerda uma faixa de identificação azul com o círculo de doze estrelas da Bandeira Europeia juntamente com o código do país do estado-membro que o veículo está registrado. Essa faixa é também conhecida como Eurobanda.

- As placas são em sua maioria brancas, mas também possui uma variação amarela. Esta variação é usada em veículos registrados em Luxemburgo e nos Países Baixos. A Dinamarca e Hungria, usam placas amarelas para veículos comerciais. Já na Grécia, Chipre, Letônia e Suécia, as placas amarelas são usadas exclusivamente para táxis. Em Portugal, as placas amarelas são reservadas para a identificação de quadriciclos.

- Os caracteres são sempre pretos, mas para veículos registrado na Bélgica, os caracteres são vermelhos (RAL 3003), fugindo da combinação padrão de preto sobre branco ou preto sobre amarelo.

### Outros países Europeus
Vários estados europeus não filiados à UE têm implementado formatos semelhantes, substituindo o círculo de estrelas com seus próprios símbolos. A Noruega é um exemplo que utiliza sua bandeira substituindo o círculo de estrelas.
No Reino Unido, os condutores de veículos registrados na Grã-Bretanha podem usar as placas numéricas com a bandeira nacional da Inglaterra, Escócia e País de Gales ou, alternativamente, a Bandeira da União, junto com o nome de código "ENG" para a Inglaterra, o "SCO" para a Escócia, "Wales" ou "CYM" para o País de Gales, "GB" para a Grã-Bretanha ou "UK" para Reino Unido, respectivamente. Apesar de não ser oficialmente reconhecido fora do Reino Unido, eles são autorizados pela Driver and Vehicle Licensing Agency. No entanto, os condutores de veículos registrados na Irlanda do Norte é da competência da Driver & Vehicle Agency, que não permite que as letras NI apareçam ao lado de qualquer bandeira; apenas a Bandeira da União junto a GB/UK sendo opcionalmente permitido. O Território Britânico Ultramarino de Gibraltar, ao contrário das dependências da Coroa de Jersey, Guernesey e a Ilha de Man utilizam placas numéricas no formato semelhante ao da UE.

## Distintivo para tráfego transfronteiriço

Distintivo com código de identificação internacional de Portugal (P)

O anexo 4 da Convenção de Viena sobre Trânsito Rodoviário estabelece que todos os veículos em circulação transfronteiriça devem, além da placa de identificação, ostentar em sua traseira um sinal distintivo do país em que está registrado. Este sinal distintivo deve consistir de uma a três letras, conforme código de identificação internacional de países, em caracteres latinos maiúsculos. As letras devem ser de cor preta sobre fundo branco em forma de elipse com o eixo maior na horizontal.
O formato padrão de placas da UE, por já possuir o código de identificação de seu respectivo país anexado à placa de identificação, dispensa qualquer sinal distintivo adicional, conforme o Artigo 3º do Regulamento do Conselho N.º 2411/98. Demais países não filiados à UE, mas que possuam em suas placas o código do país à esquerda, semelhante ao padrão da UE, também estão dispensados, a exemplo da placa norueguesa, que satisfaz completamento aos requisitos da Convenção de Viena sobre Trânsito Rodoviário.

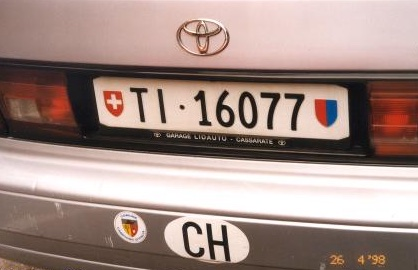
Veículo com placa Suíça ostentando o distintivo com o código de seu país (CH)

Veículos de países como Suíça e Mônaco ou veículos que por qualquer outra razão não possuirem em suas placas o código de identificação, necessitam ostentar em sua traseira o sinal distintivo para trafegar dentro da lei em países transfronteiriços à sua origem.
Em Portugal, as placas padrões de motociclos registrados até 02 Março de 2020, não possuíam o código do país e, portanto, se fazia necessária adequação com o distintivo à parte no padrão estabelecido pela Convenção de Viena sobre Trânsito Rodoviário. Em 3 de março de 2020 entrou em vigor o Decreto de Lei n.º 2/2020, alterando, entre outros, o Regulamento da Matrícula, nomeadamente no que toca ao uso da eurobanda nas placas de identificação dos motociclos, ciclomotores, etc. Sendo assim, não se faz mais necessários o uso do distintivo em qualquer veículo registrado em território português a partir desta data.

## Lista de placas de estados-membros da União Europeia
Placas de identificação de veículos de cada país da União Europeia são descritos na tabela a seguir.
Também estão na tabela placas para motociclos ou veículos onde o espaço de montagem é reduzido, como alguns táxis – que apresentam sua placa de licença ao lado da placa de identificação – e também veículos importados de países onde o espaço de montagem não foi originalmente concebido para anexação do atual padrão.
| País          | Código do país | Eurobanda | Veículos | Motociclos |
| ------------- | -------------- | --------- | -------- | ---------- |
| Alemanha      | D              |           |          |            |
| Áustria       | A              |           |          |            |
| Bélgica       | B              |           |          |            |
| Bulgária      | BG             |           |          |            |
| Croácia       | HR             |           |          |            |
| Chipre        | CY             |           |          |            |
| Chéquia       | CZ             |           |          |            |
| Dinamarca     | DK             |           |          |            |
| Eslováquia    | SK             |           |          |            |
| Eslovênia     | SLO            |           |          |            |
| Espanha       | E              |           |          |            |
| Estónia       | EST            |           |          |            |
| Finlândia     | FIN            |           |          |            |
| França        | F              |           |          |            |
| Grécia        | GR             |           |          |            |
| Hungria       | H              |           |          |            |
| Irlanda       | IRL            |           |          |            |
| Itália        | I              |           |          |            |
| Letônia       | LV             |           |          |            |
| Lituânia      | LT             |           |          |            |
| Luxemburgo    | L              |           |          |            |
| Malta         | M              |           |          |            |
| Países Baixos | NL             |           |          |            |
| Polónia       | PL             |           |          |            |
| Portugal      | P              |           |          |            |
| Roménia       | RO             |           |          |            |
| Suécia        | S              |           |          |            |

## Lista de placas de outros países Europeus
Placas de identificação de veículos de cada país da Europa não filiado à União Europeia são descritos na tabela a seguir:

### Países
| País                 | Código do país | Faixa de identificação | Veículos | Motociclos |
| -------------------- | -------------- | ---------------------- | -------- | ---------- |
| Albânia              | AL             |                        |          |            |
| Andorra              | AND            |                        |          |            |
| Bielorrússia         | BY             |                        |          |            |
| Bósnia e Herzegovina | BIH            |                        |          |            |
| Islândia             | IS             |                        |          |            |
| Liechtenstein        | FL             |                        |          |            |
| Moldávia             | MD             |                        |          |            |
| Mónaco               | MC             |                        |          |            |
| Montenegro           | MNE            |                        |          |            |
| Macedônia do Norte   | NMK            |                        |          |            |
| Noruega              | N              |                        |          |            |
| San Marino           | RSM            |                        |          |            |
| Sérvia               | SRB            |                        |          |            |
| Suíça                | CH             |                        |          |            |
| Ucrânia              | UA             |                        |          |            |
| Reino Unido          | UK             |                        |          |            |
| Vaticano             | V              |                        |          |            |

### Países transcontinentais
| País       | Código do país | Faixa de identificação | Veículos | Motociclos |
| ---------- | -------------- | ---------------------- | -------- | ---------- |
| Armênia    | AM             |                        |          |            |
| Azerbaijão | AZ             |                        |          |            |
| Geórgia    | GE             |                        |          |            |
| Rússia     | RUS            |                        |          |            |
| Turquia    | TR             |                        |          |            |

### Territórios dependentes
| Território                 | Código | Faixa de identificação | Veículos | Motociclos |
| -------------------------- | ------ | ---------------------- | -------- | ---------- |
| Ilhas Åland ( Finlândia)   | FIN    |                        |          |            |
| Alderney ( Reino Unido)    | GBA    |                        |          |            |
| Ilhas Feroé ( Dinamarca)   | FO     |                        |          |            |
| Gibraltar ( Reino Unido)   | GBZ    |                        |          |            |
| Guernsey ( Reino Unido)    | GBG    |                        |          |            |
| Ilha de Man ( Reino Unido) | GBM    |                        |          |            |
| Jersey ( Reino Unido)      | GBJ    |                        |          |            |

### Territórios não reconhecidos
| Território                   | Código | Faixa de identificação | Veículos | Motociclos |
| ---------------------------- | ------ | ---------------------- | -------- | ---------- |
| Abecásia                     | ABH    |                        |          |            |
| República Popular de Donetsk | DPR    |                        |          |            |
| Kosovo                       | RKS    |                        |          |            |
| República Popular de Lugansk | LPR    |                        |          |            |
| Chipre do Norte              | TRNC   |                        |          |            |
| Ossétia do Sul               | RSO    |                        |          |            |
| Transnístria                 | PMR    |                        |          |            |